# Dodda Jakkana Halli, Nagamangala
Dodda Jakkana Halli là một làng thuộc tehsil Nagamangala, huyện Mandya, bang Karnataka, Ấn Độ.